# Ковбащина
Ковба́щина —  село в Україні, у Коростенському районі Житомирської області. Населення становить 290 осіб.

## Географія
Селом ротікає річка Сайка, права притока Саженки.

## Населення

### Мова
Розподіл населення за рідною мовою за даними перепису 2001 року:
| Мова       | Кількість | Відсоток |
| ---------- | --------- | -------- |
| українська | 408       | 99.51%   |
| російська  | 2         | 0.49%    |
| Усього     | 410       | 100%     |

## Галерея

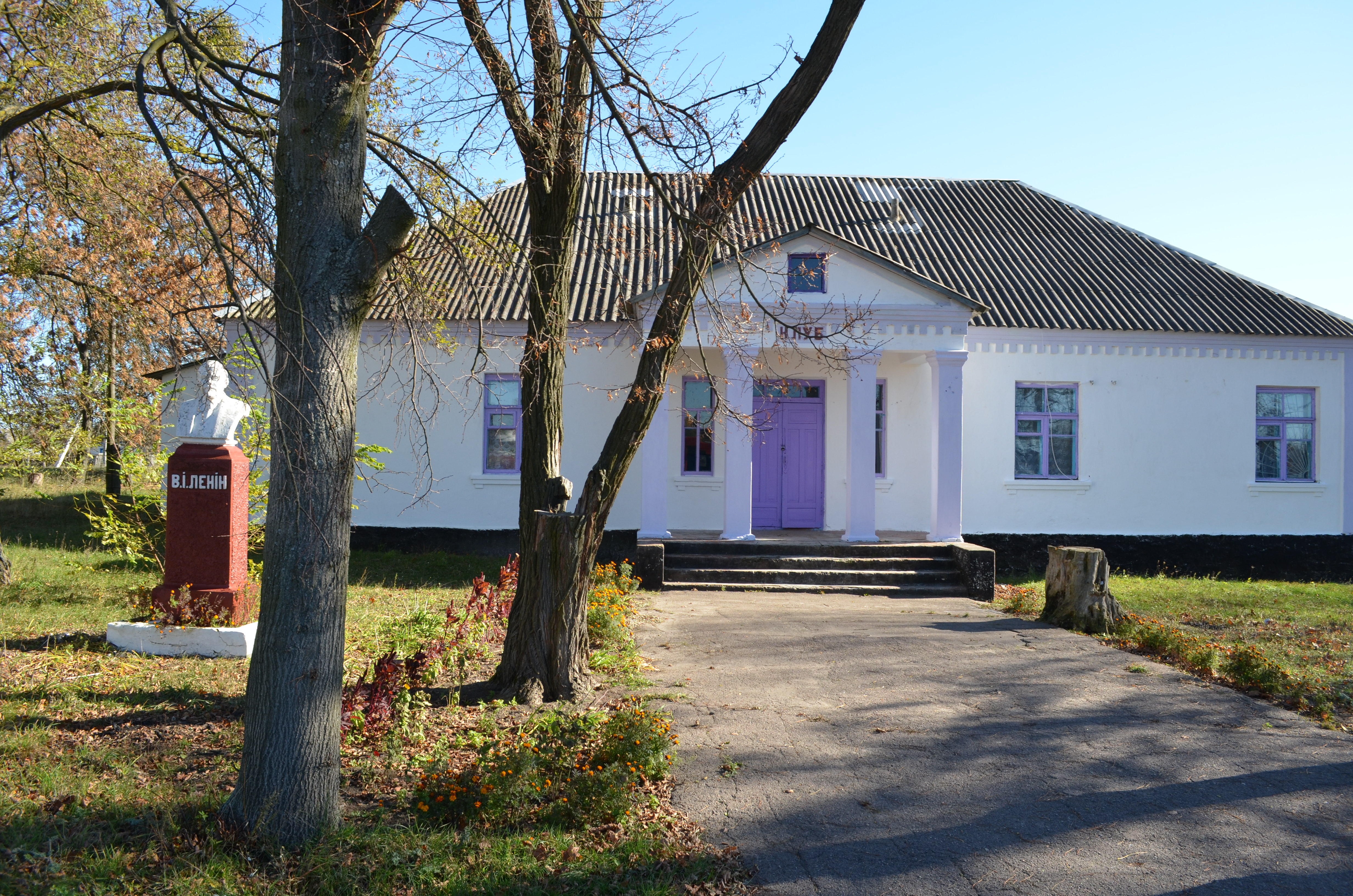
Клуб
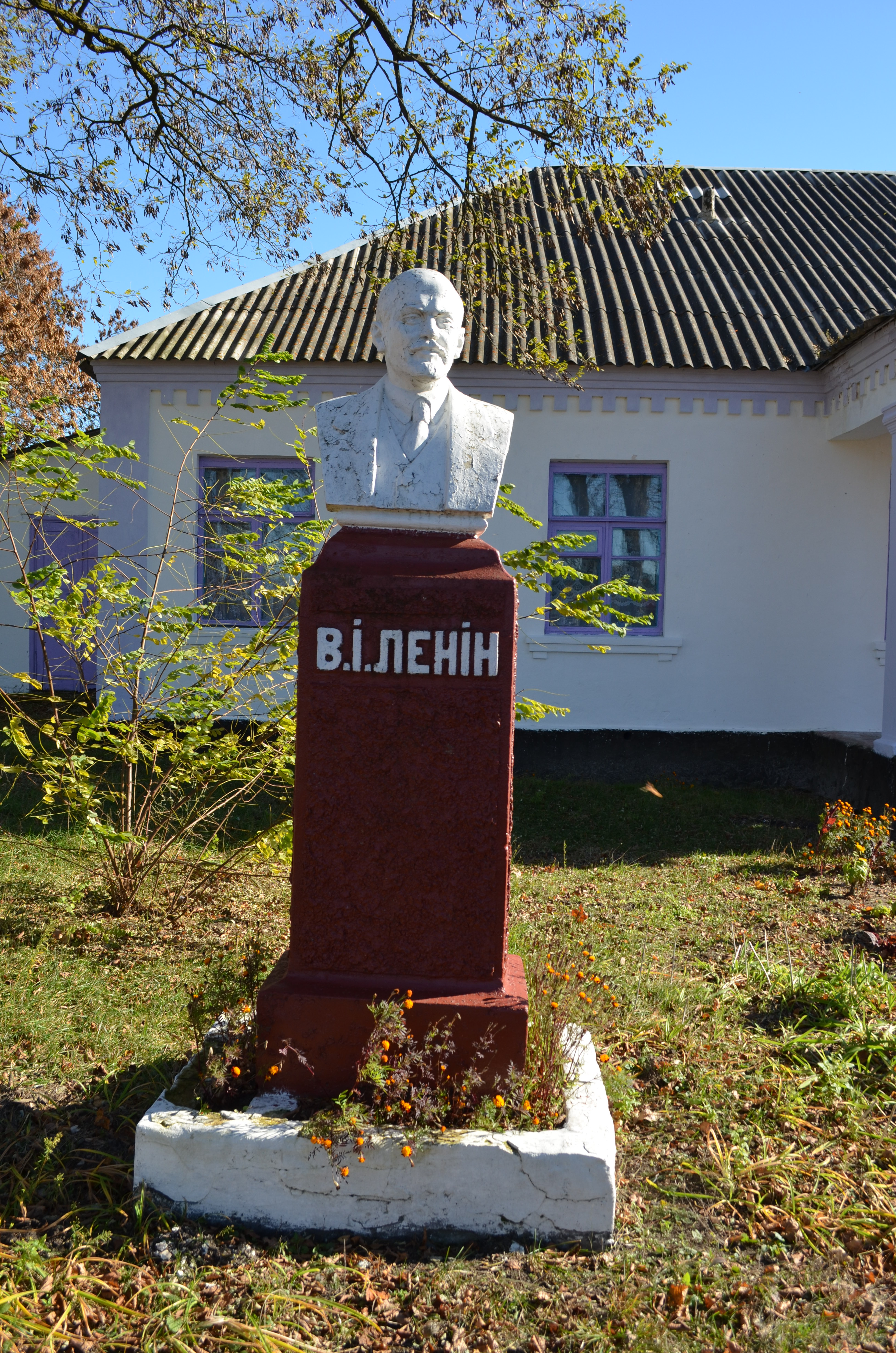
Погруддя Леніна
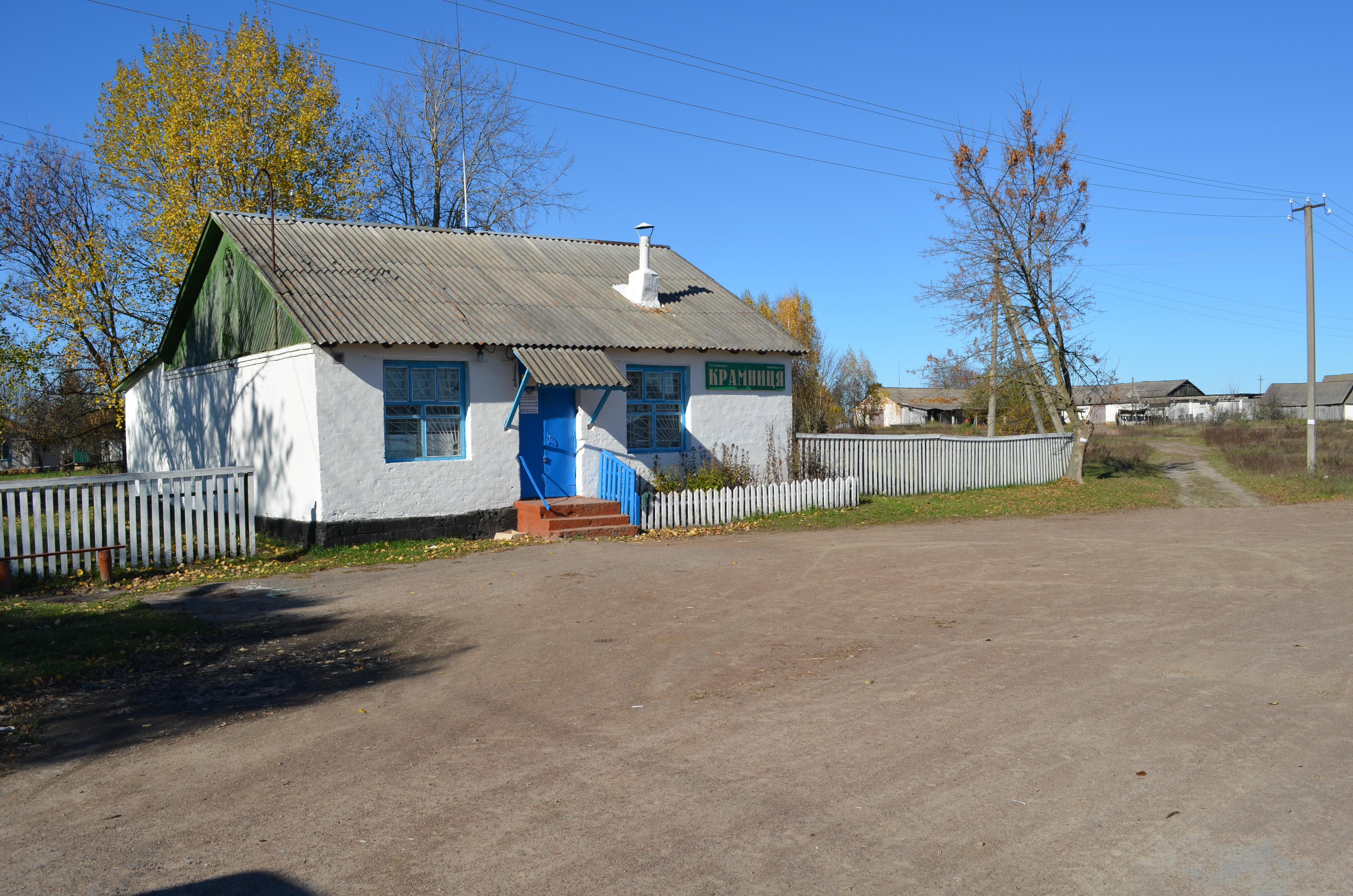
Крамниця
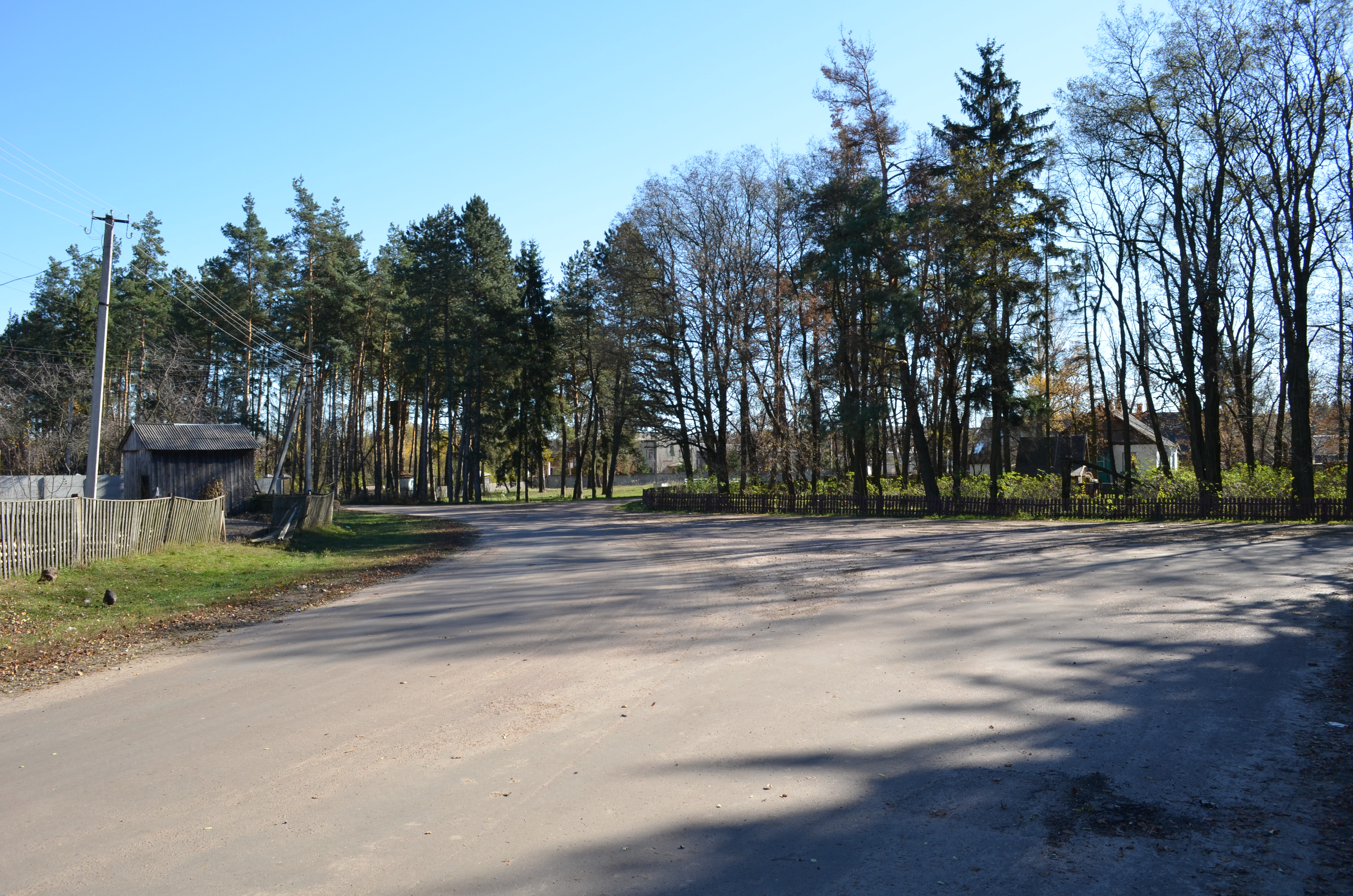
Розвилка вулиць
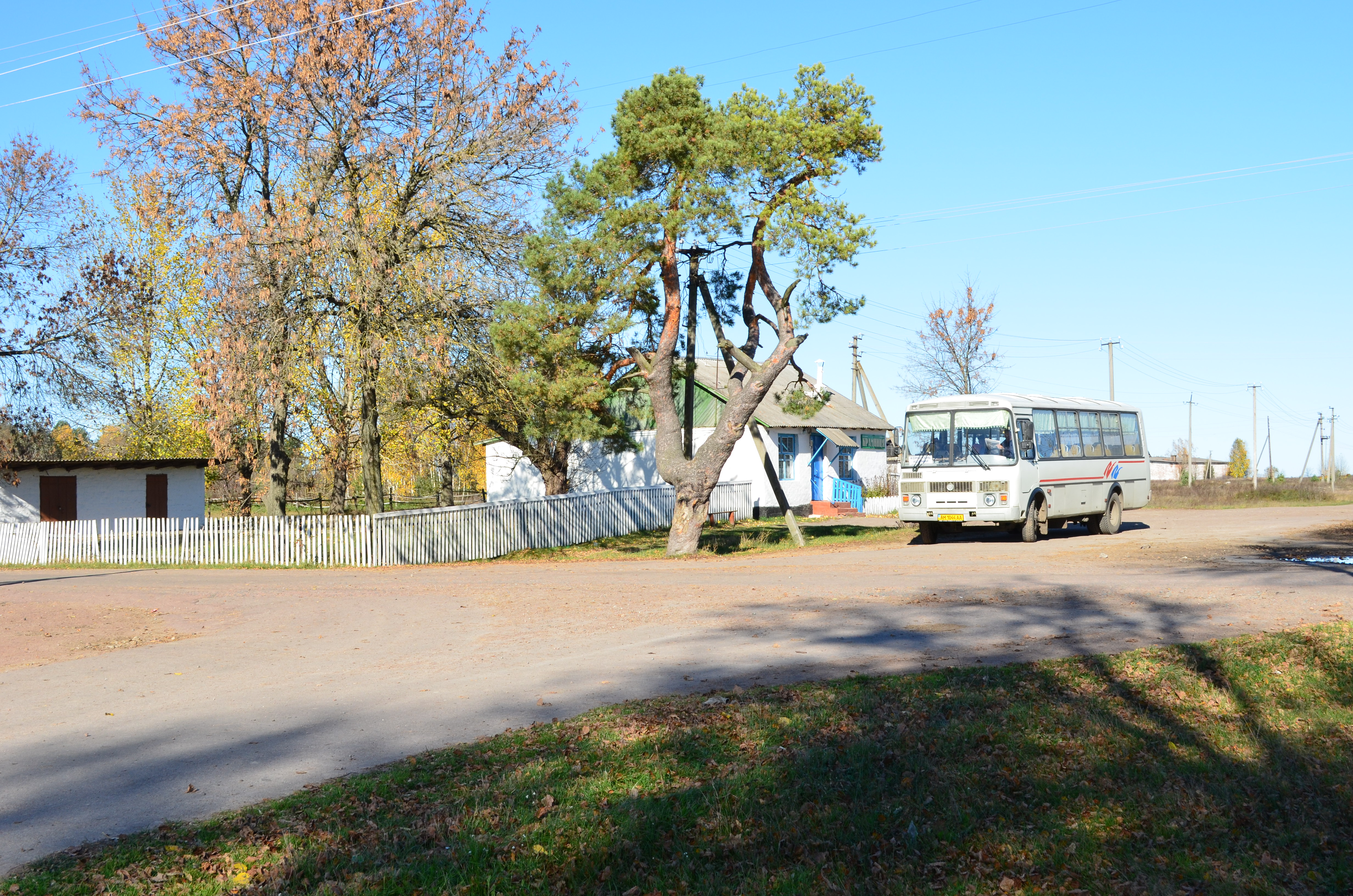
Автобус у центрі села
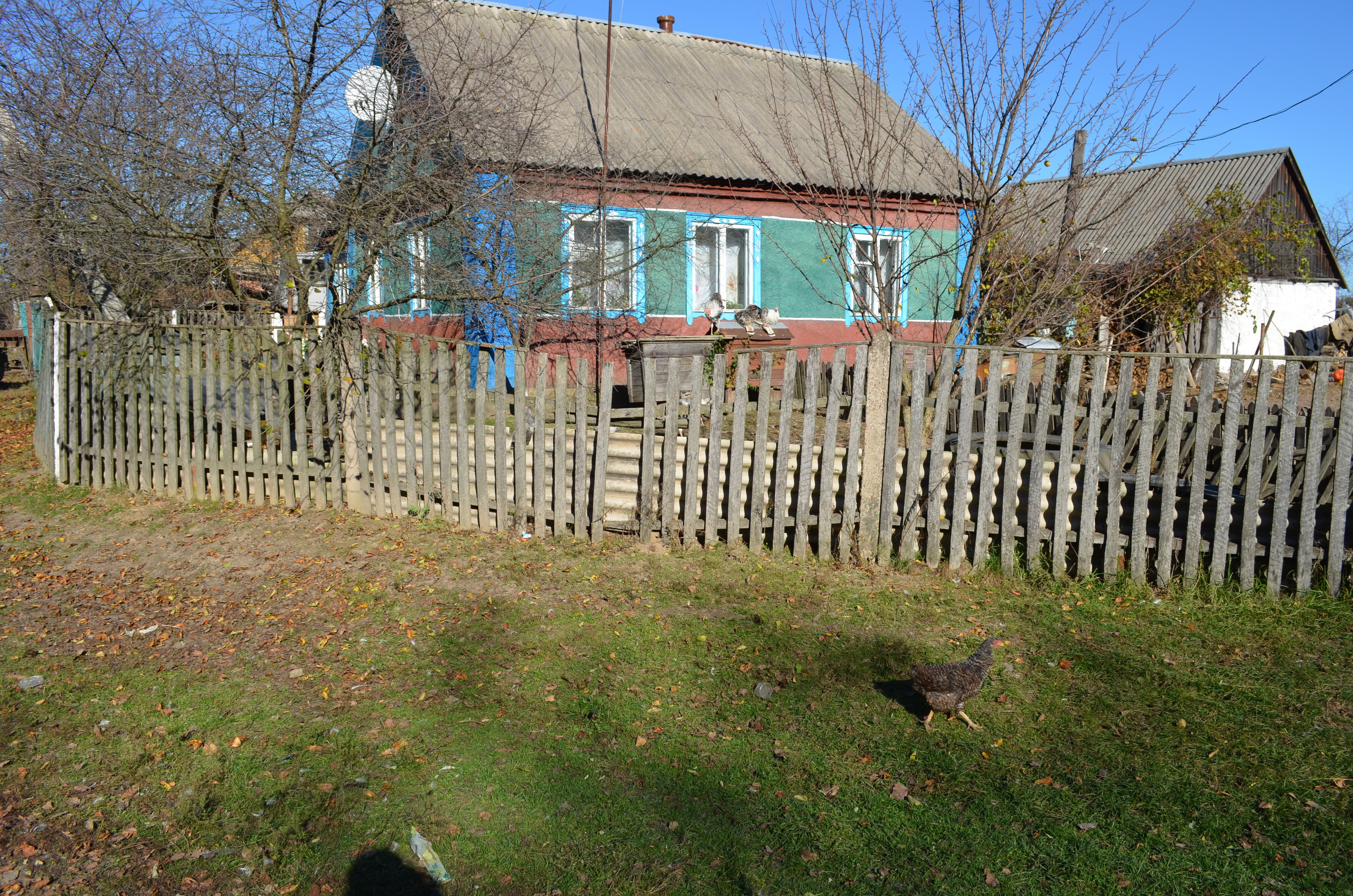
Сільські хати